# Domenico Gariglio
Domenico Gariglio (Torino, 9 maggio 1903 – Torino, 22 agosto 1957) è stato un calciatore italiano, di ruolo attaccante.

## Carriera
Dopo aver militato nella Settimese fino al 1923 e con la Reggiana nell'anno successivo, nel campionato 1925-1926 disputò una gara con la maglia della Juventus.
Successivamente passò al Napoli, dove giocò il primo campionato nazionale del club appena costituito, debuttandovi a Genova il 17 ottobre 1926 nella sconfitta contro il Genoa per 4-1. Con i partenopei disputò altri tre campionati, due di Divisione Nazionale ed uno di Serie A a girone unico (il primo della storia), totalizzando complessivamente 62 presenze oltre alla gara di spareggio contro la Lazio nel campionato di Divisione Nazionale 1928-1929, giocata a Milano il 23 giugno 1929 e poi considerata nulla.
Lasciato il Napoli nel 1930, successivamente militò nel Littorio Vomero, nella Sampierdarenese e nella Val Pellice.

## Palmarès
Campionato italiano: 1 
Juventus: 1925-1926